# Александрина Пендачанска
Александрина Иванова Пендачанска е българска оперна певица, сопран.

## Биография

### Произход и образование
Родена е на 24 септември 1970 година в София. Пендачанска е македонска българка, по произход от Скопие. Дъщеря е на оперната певица Валерѝ Попова и на музиканта Иван Пендачански. По майчина линия е внучка на диригента и цигулар Саша Попов. Завършва Националното музикално училище „Любомир Пипков“.

### Кариера
През 1987 г., едва на 17 години, дебютира с ролята на Виолета в операта „Травиата“ на Джузепе Верди и през следващите години печели награди от няколко международни конкурса. На 19 години печели конкурса „Антонин Дворжак“ в Карлови Вари, Международния певчески конкурс в Билбао и конкурса UNISA в Претория. Работи в различни оперни театри, най-вече в Италия и Съединените щати.
Участва на фестивала „Аполония“ за първи път през 1989 г. Пее заедно с майка си в концерт в църквата „Св. св. Кирил и Методий“. Второто ѝ участие на „Аполония“ е през 1999 г., когато пее в градския амфитеатър със съпровод на Плевенската филхармония и диригента Георги Нотев. И за трети път през 2012 г.
Има три номинации за награда „Грами“ – за участия в записите на „Агрипина“ и „Милосърдието на Тит“, под диригентството на Рене Якобс.

### Личен живот
Пендачанска е омъжена за журналиста Найо Тицин (от 1 май 1997 г.). Имат две дъщери.